# Liste der Kantone im Département Indre-et-Loire
Das Département Indre-et-Loire liegt in der Region Centre-Val de Loire in Frankreich. Es untergliedert sich in drei Arrondissements mit 19 Kantonen (französisch cantons).
Siehe auch: Liste der Gemeinden im Département Indre-et-Loire

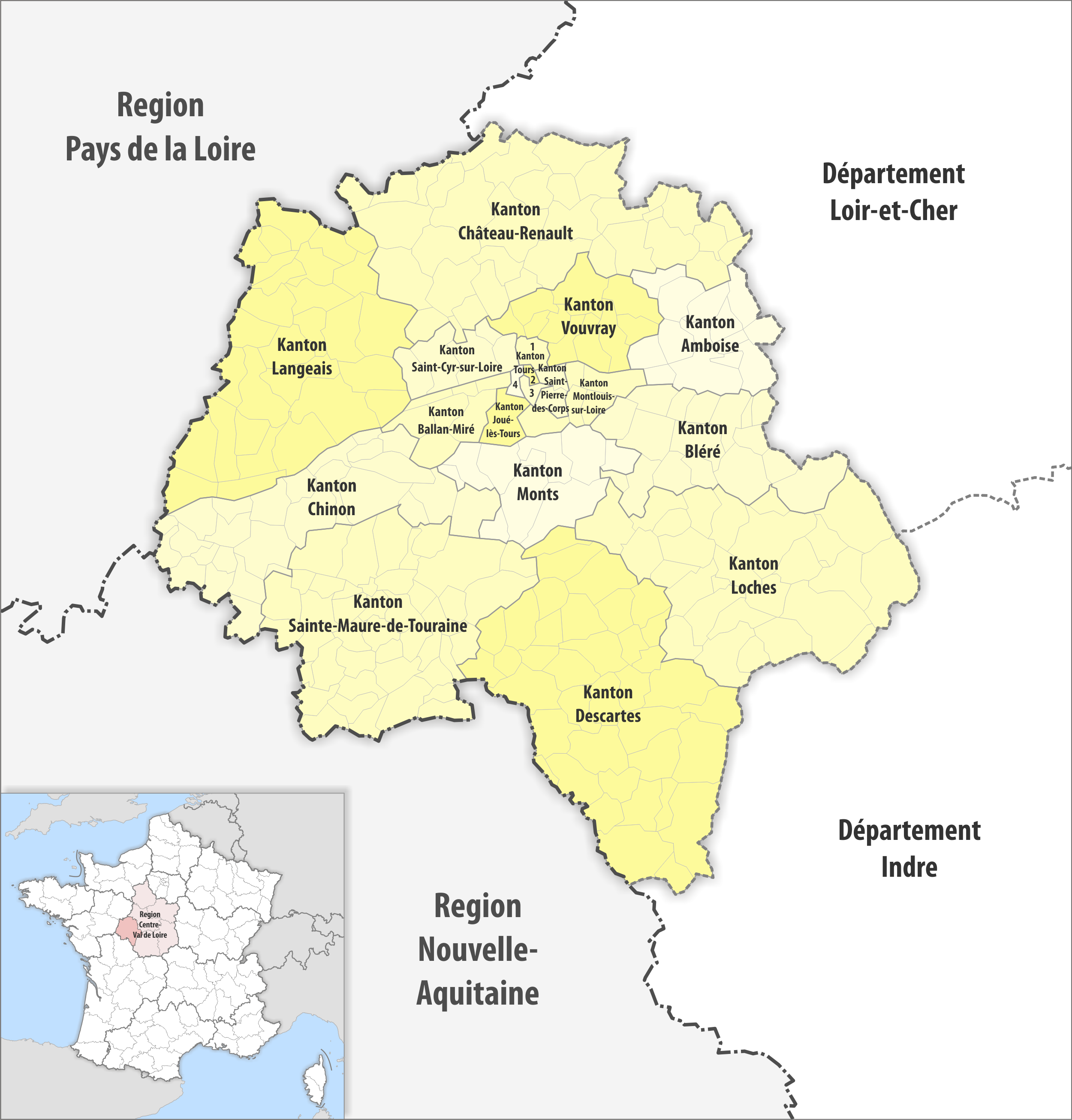
Gemeinden und Kantone im Département Indre-et-Loire

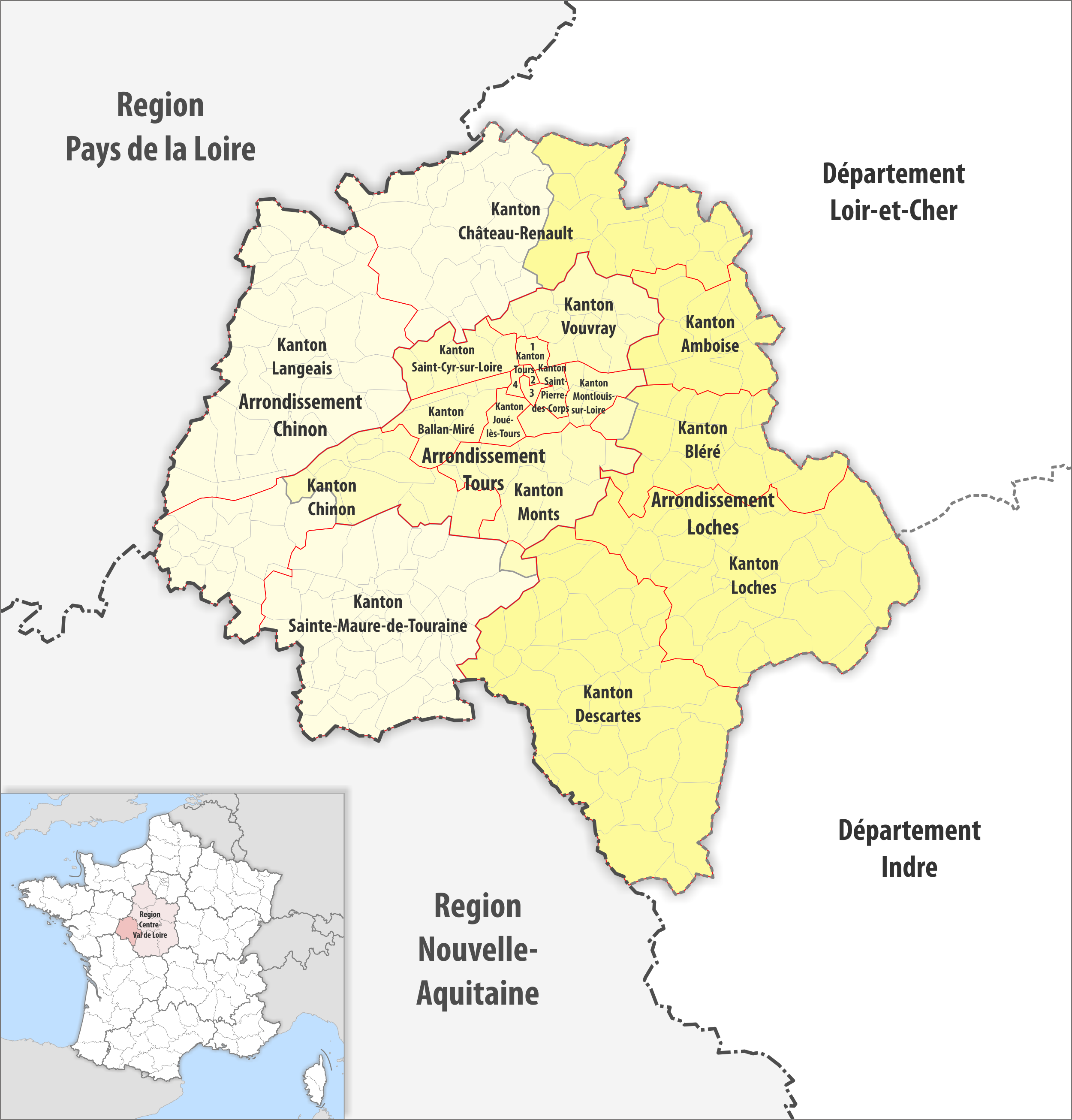
Gemeinden, Arrondissemente und Kantone im Département Indre-et-Loire

| Kanton                     | Gemeinden | Einwohner 1. Januar 2022 | Fläche km² | Dichte Einw./km² | Code INSEE | Arrondissement(e) |
| -------------------------- | --------- | ------------------------ | ---------- | ---------------- | ---------- | ----------------- |
| Amboise                    | 14        | 28.569                   | 253,68     | 113              | 3701       | Loches            |
| Ballan-Miré                | 7         | 25.900                   | 103,44     | 250              | 3702       | Tours             |
| Bléré                      | 17        | 26.935                   | 355,26     | 76               | 3703       | Loches, Tours     |
| Château-Renault            | 35        | 38.455                   | 860,34     | 45               | 3704       | Chinon, Loches    |
| Chinon                     | 27        | 35.454                   | 496,49     | 71               | 3705       | Chinon, Tours     |
| Descartes                  | 38        | 24.208                   | 996,07     | 24               | 3706       | Loches            |
| Joué-lès-Tours             | 1         | 38.432                   | 32,41      | 1.186            | 3707       | Tours             |
| Langeais                   | 29        | 35.434                   | 785,92     | 45               | 3708       | Chinon            |
| Loches                     | 28        | 24.754                   | 807,32     | 31               | 3709       | Loches            |
| Montlouis-sur-Loire        | 5         | 35.972                   | 77,00      | 467              | 3710       | Tours             |
| Monts                      | 10        | 38.913                   | 245,85     | 158              | 3711       | Tours             |
| Saint-Cyr-sur-Loire        | 5         | 37.629                   | 107,32     | 351              | 3712       | Tours             |
| Sainte-Maure-de-Touraine   | 43        | 26.550                   | 746,00     | 36               | 3713       | Chinon, Tours     |
| Saint-Pierre-des-Corps     | 2         | 30.773                   | 24,53      | 1.255            | 3714       | Tours             |
| Tours-1                    | 1⁄4       | 43.346                   | 16,44      | 2.637            | 3715       | Tours             |
| Tours-2                    | 1⁄4       | 31.401                   | 4,17       | 7.530            | 3716       | Tours             |
| Tours-3                    | 1⁄4       | 31.669                   | 6,53       | 4.850            | 3717       | Tours             |
| Tours-4                    | 1⁄4       | 32.252                   | 7,22       | 4.467            | 3718       | Tours             |
| Vouvray                    | 10        | 29.680                   | 200,71     | 148              | 3719       | Tours             |
| Département Indre-et-Loire | 272       | 616.326                  | 6.126,70   | 101              | 37         | –                 |

## Liste ehemaliger Kantone
Bis zum Neuzuschnitt der französischen Kantone im März 2015 war das Département Indre-et-Loire wie folgt in 37 Kantone unterteilt:
| Arrondissement | Kantone |
| -------------- | --- |
| Chinon         | Azay-le-Rideau, Bourgueil, Chinon, L’Île-Bouchard, Langeais, Richelieu, Sainte-Maure-de-Touraine |
| Loches         | Descartes, Grand-Pressigny, Ligueil, Loches, Montrésor, Preuilly-sur-Claise |
| Tours          | Amboise, Ballan-Miré, Bléré, Chambray-lès-Tours, Château-la-Vallière, Château-Renault, Joué-lès-Tours-Nord, Joué-lès-Tours-Sud, Luynes, Montbazon, Montlouis-sur-Loire, Neuillé-Pont-Pierre, Neuvy-le-Roi, Saint-Avertin, Saint-Cyr-sur-Loire, Saint-Pierre-des-Corps, Tours-Centre, Tours-Est, Tours-Nord-Est, Tours-Nord-Ouest, Tours-Ouest, Tours-Sud, Tours-Val-du-Cher, Vouvray |